# Площадь Куйбышева (Симферополь)
Площадь Куйбышева — площадь в Киевском районе города Симферополь, на которой находится ряд общественных зданий, в том числе памятников истории и архитектуры, причисленных к объектам культурного наследия. Крупная транспортная развязка, место пересечения крупных транспортных артерий: проспекта Победы и проспекта Кирова и Киевской улицы. Местные жители иногда называют её «кубиком» или «куйбышатником».

## История

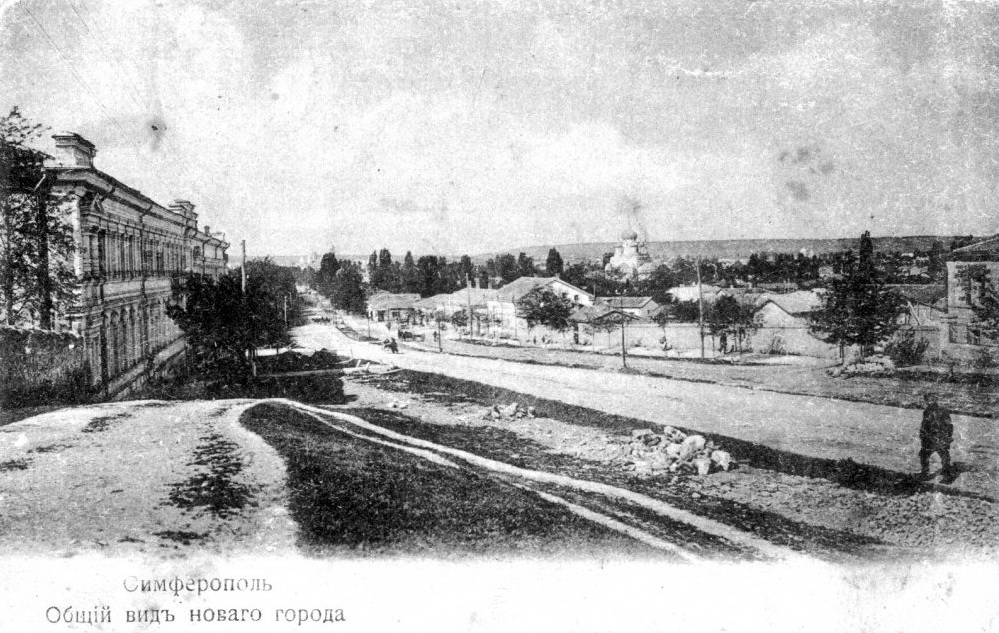
Район Куйбышевского рынка в начале XX века. Слева доходный дом Г. Н. Христофорова.

В годы Крымской войны (1853-1856) на территории прилегающей к современной площади Куйбышева на углу карасубазарской дороги (позднее, с конца XIX века Феодосийская улица, Феодосийское шоссе, с 1985 года проспект Победы) и дороги на Битак (позднее, с конца XIX века Мюльгаузенская улица, по имени доктора Ф. К. Мильгаузена, Киевская) началось строительство складов боеприпасов. Тем не менее, из-за высокого уровня грунтовых вод они не были приняты военным ведомством и с торгов бывшие склады выкупил купец Г. Н. Христофоров для своей винодельни. С началом XX века тут начали появляться небольшие одноэтажные дома с ограждениями из бутового камня.
Через территорию площади с 1915 года проходила линия Симферопольского трамвая, в разные годы относящаяся к маршрутам № 1, 2. В 1968 году рельсовые пути были демонтированы. Киевская улица была продлена и спланирована до Московской площади, старая застройка и часть переулков на севере и северо-западе от площади были снесены. После пуска в 1958 году и дальнейшего расширения маршрутов Крымского троллейбуса через площадь вплоть до настоящего времени проходят несколько маршрутов городского и междугороднего троллейбусного сообщения. На ней было организовано многорядное кольцевое движение, в центре кольца высаживались многолетние и однолетние цветы и декоративные растения.

В 1970—1980-е годы площадь была полностью перепланирована и перестроена и архитектурном плане. Были выстроены ряд общественных зданий: Дворец пионеров и школьников (архитекторы Б. Д. Ябчаник, Е. В. Попов, Е. В. Кондрацкий), крытый рынок, управление Северо-Крымского канала и 10-этажное здание проектного технологического института. Дворец пионеров при постройке имел 100 кабинетов, актовый зал на 400 мест, спортивный зал, кукольный театр, комнату для игр, кафетерий, костровую площадь на две тысячи человек и бассейн для испытаний судомоделей. В советское время во Дворце пионеров занималось 4 тысячи детей, существовало 320 различных кружков и секций.

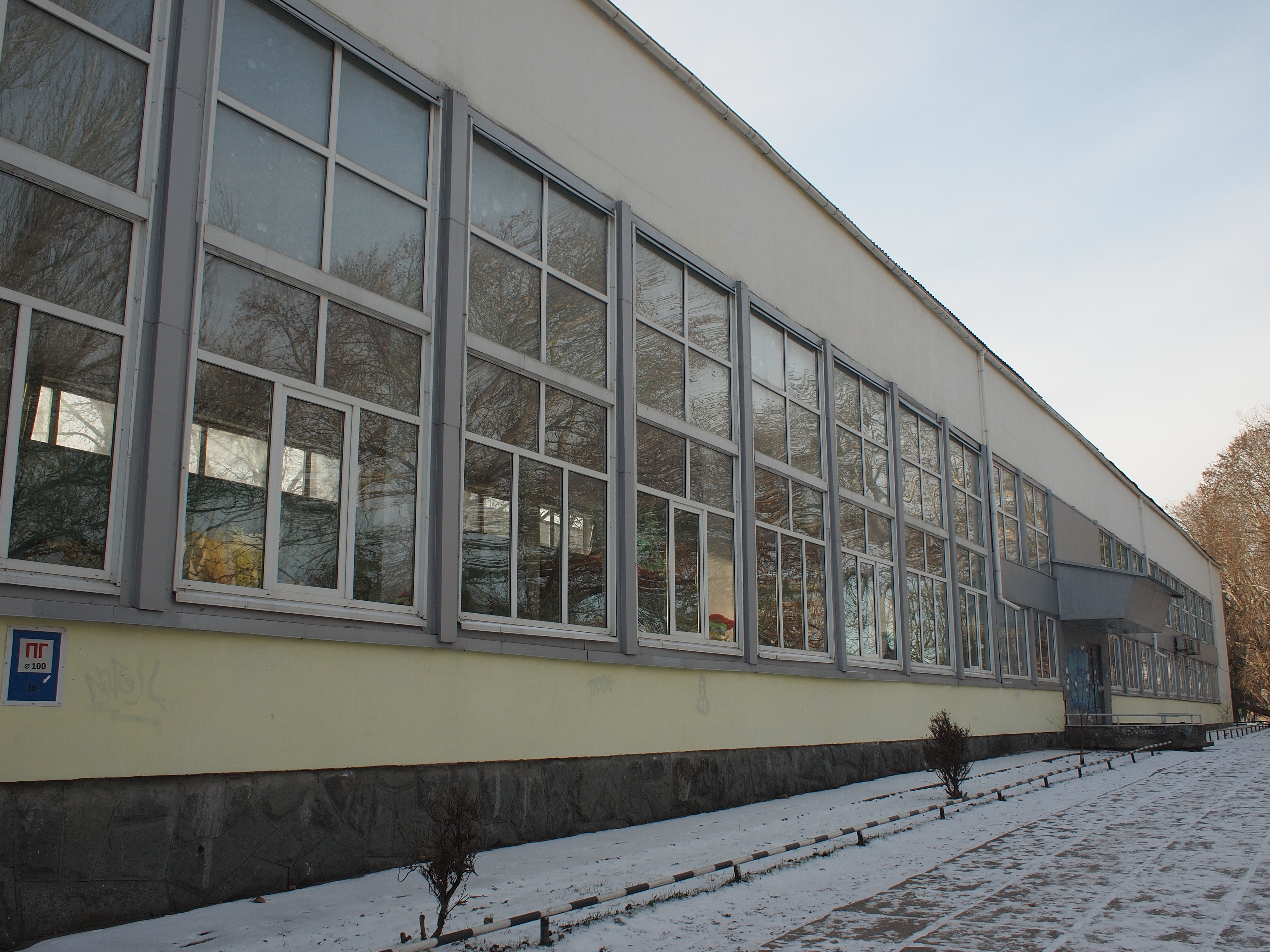
Дворец пионеров, 2016

В 2013 году на озеленение территории на кольце у площади Куйбышева было выделено 240 тысяч гривен.
1 июня 2016 года Совет министров Республики Крым утвердил площадь Куйбышева «нулевым километром» отсчёта протяжённости автомобильных дорог полуострова, поскольку раньше данная отметка находилась в Киеве.
Летом 2020 года территория вокруг Дворца пионеров была окружена трёхметровым забором, стоимостью 4,5 миллиона рублей.
В декабре 2020 года, после смерти политика Григория Иоффе, член Общественной палаты Республики Крым Анастасия Гридчина предложила переименовать площадь в честь Иоффе.
В апреле 2021 года власти Крыма выбрали подрядчика для проведения благоустройства площади Куйбышева стоимостью 67,6 миллионов рублей. Согласно проекту реконструкции территории, которую будет проводить компания «Строй Контракт» из Славянска-на-Кубани, здесь будет выполнена пешеходная аллея, зона отдыха и сухой фонтан.

## Рынок и прилегающая территория

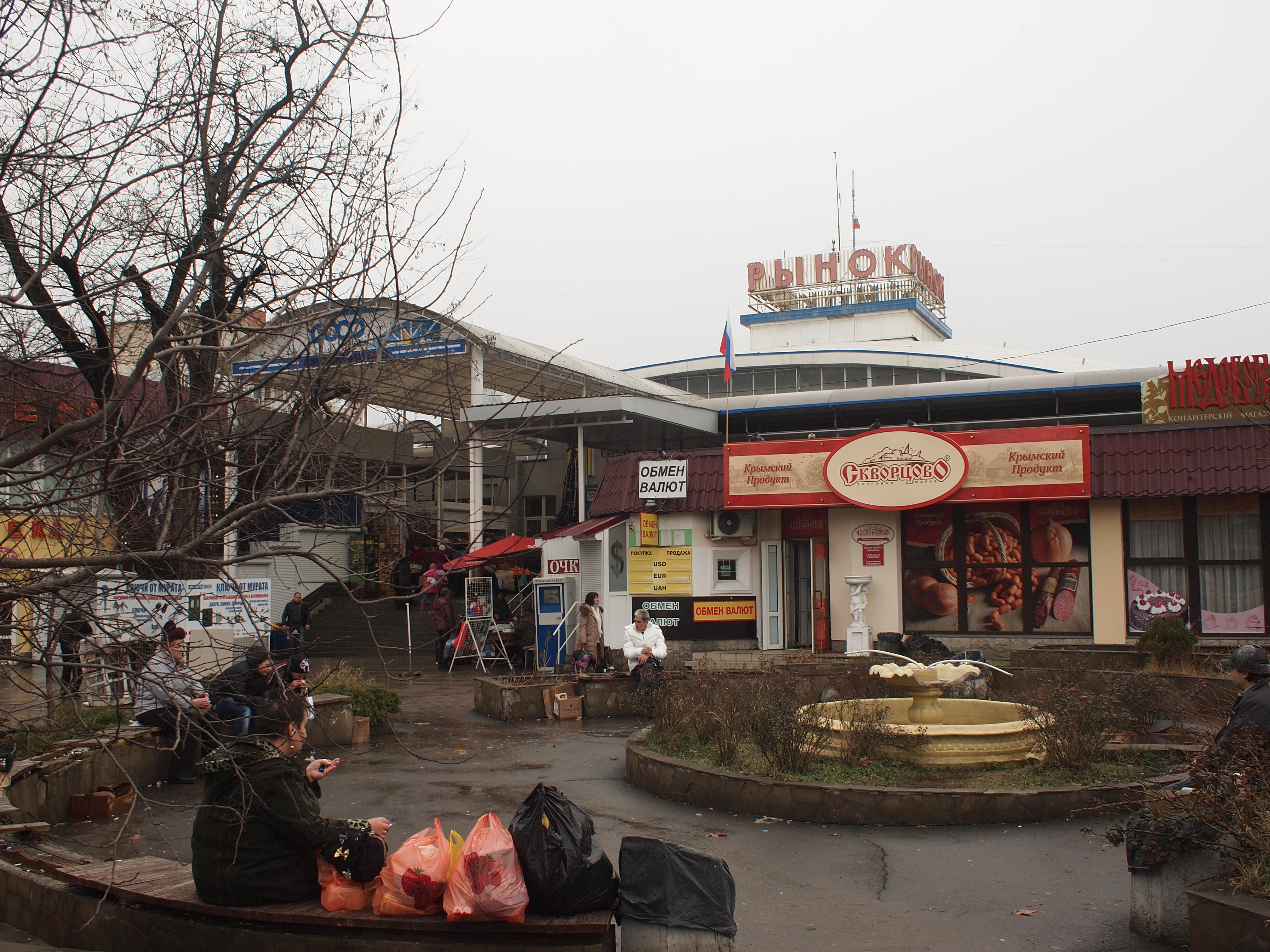
Куйбышевский рынок, 2016 год

В 1970-е годы старый рынок, который был застроен отдельными одноэтажными лабазами на площади Куйбышева был снесён. До этого, данная территория называлась Шаховским базаром, в честь владельца территории — помещика Шаховского. На его месте в 1974 году был выстроен новый — крытый рынок «Куйбышевский», с однообъёмным решением торгового зала, крытый крупнопролётным куполом из железобетонных конструкций.
Территория перед Куйбышевским рынком к 2000-е годам была хаотично застроена различными торговыми павильонами, а рядом стихийно организовалось место нелегальной торговли. В декабре 2013 года был спилен клён, находившийся перед входом на рынок. Остатки клёна были превращены в деревянную скульптуру корабля.
В 2013 году рядом с крытым рынком был построен торговый центр «Куб», 25-летнее соглашение на постройку которого власти города заключили ещё в 1996 году. С 2015 года власти Крыма и Симферополя неоднократно давали обещания снести «Куб». В апреле 2018 года собственник одного из торговых объектов перед рынком начал добровольный демонтаж своего магазина. Демонтаж «Куба», который был признан самовольной постройкой, в итоге был начат в 2019 году.

## Транспорт

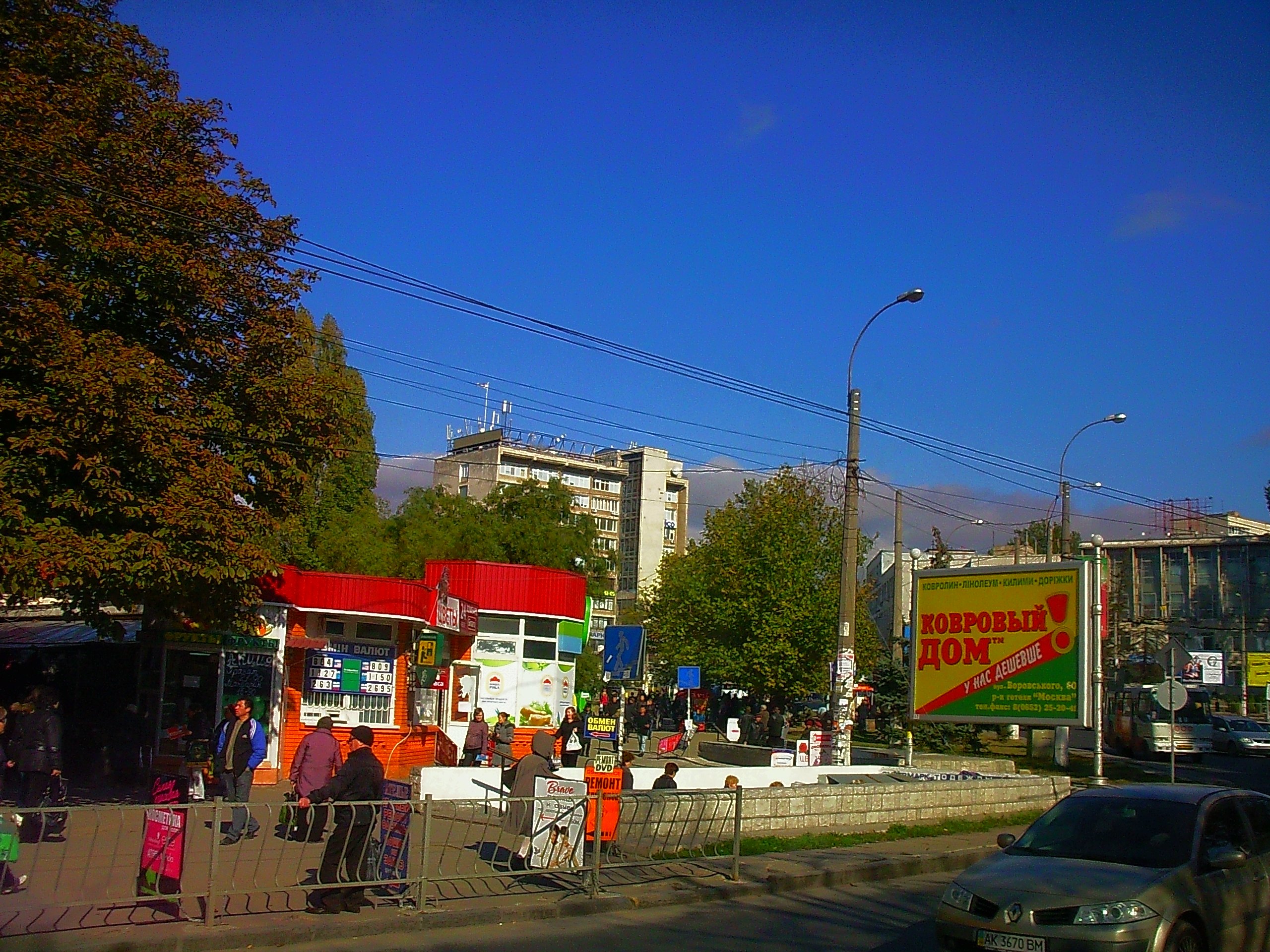
Подземный переход, 2011 год

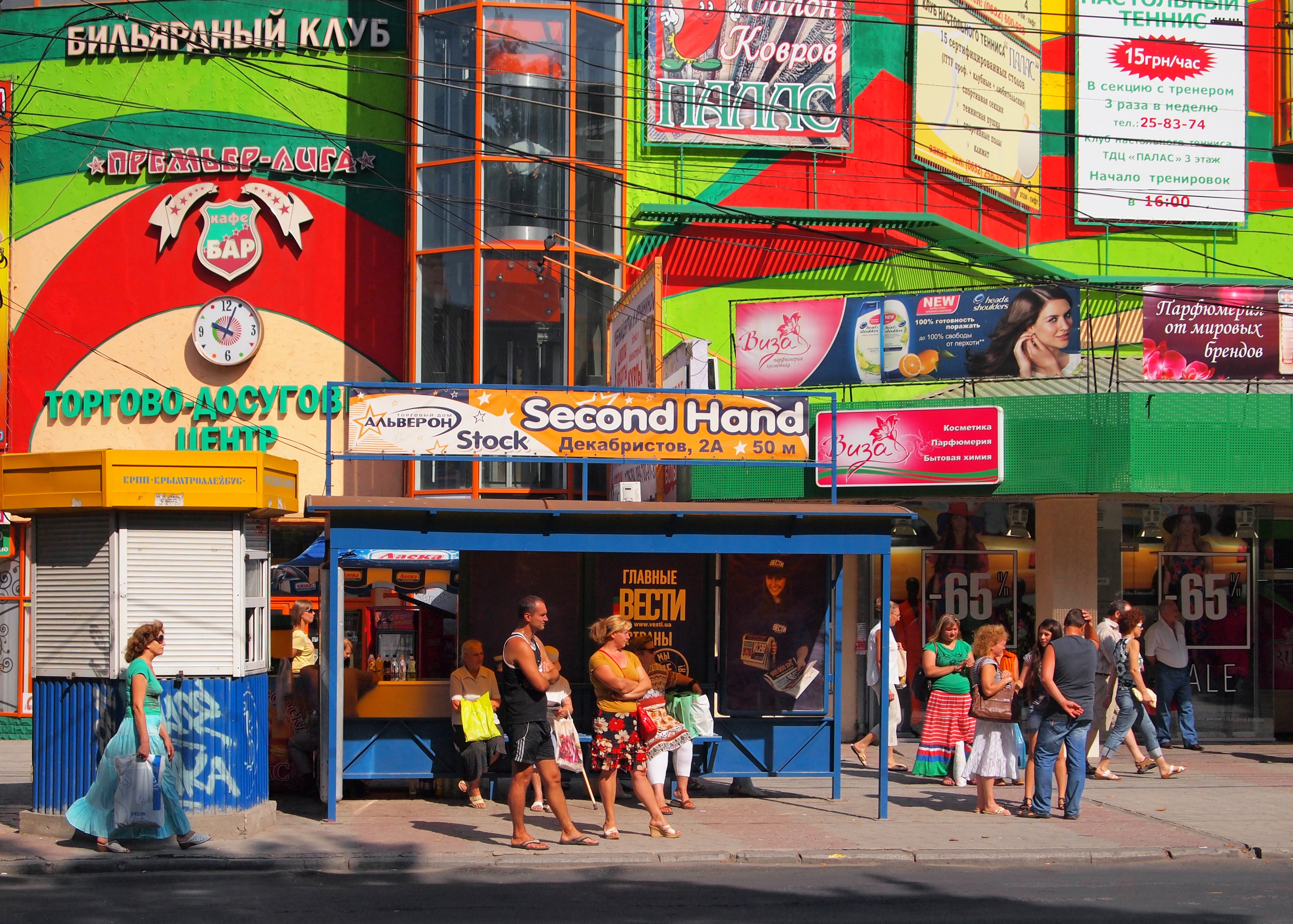
Остановка, 2013 год

Власти Крыма и Симферополя неоднократно предлагали различные варианты изменения схемы движения на площади Куйбышева. Так, в 2013 году было предложено расширить дорогу на участке от улицы Шмидта до площади Куйбышева. В 2015 году министр транспорта Республики Крым Анатолий Цуркин предложил разбить кольцевое пересечение, сделав разрез с центральным островком для транзитного движения. Позднее, руководитель департамента жилищно-коммунального хозяйства администрации Симферополя Олег Сальцин предложил построить двухуровневую транспортную развязку на площади Куйбышева стоимостью около 2 миллиардов рублей.
В сентября 2015 года на месте зелёной зоны у Дворца пионеров была разбита парковка на 50 автомобилей. С 2018 года парковка работает на платной основе.

### Подземные переходы
В советское время под площадью Куйбышева были обустроены подземные переходы, соединяющие Киевскую улицу, проспекты Кирова и Победы.
В конце 2015 года один из подземных переходов был затоплен водой, после чего был начат его ремонт. Ремонт другого подземного перехода стартовал в сентябре 2016 года.
В 2018 году заместитель главы администрации Симферополя Сергей Круцюк заявил, что городские власти планируют построить ещё один подземный переход на площади Куйбышева, связав, таким образом, подземными переходами площадь.
В декабре 2018 года у нерегулируемого надземного перехода по Киевской улице был установлен светофор, а в январе 2020 года данный переход был закрыт. По словам начальника управления информационной политики администрации Симферополя Андрея Черниченко, данное решение было принято для «обеспечения безопасности пешеходов».

### Остановки общественного транспорта
В январе 2013 года была демонтирована троллейбусная остановка, после чего частный предприниматель Акоп Тоноян начал возводить на её месте магазин. В марте 2013 года к Всемирному дню театра была открыта первая в Симферополе арт-остановка. Спустя полгода данная остановка была перенесена на улицу Первомайскую. В мае 2017 года у торгово-развлекательного центра «Палас» была установлена «умная остановка».
В июне 2016 года председатель Симферопольского городского совета Виктор Агеев предложил убрать остановку общественного транспорта у Куйбышевского рынка. Окончательно данная остановка была закрыта в январе 2020 года.
23 апреля 2018 года остановка у Дворца пионеров была перенесена за кольцо на проспект Победы.